# Wilhelm Ruprecht Frieling

Wilhelm Ruprecht Frieling (2010)

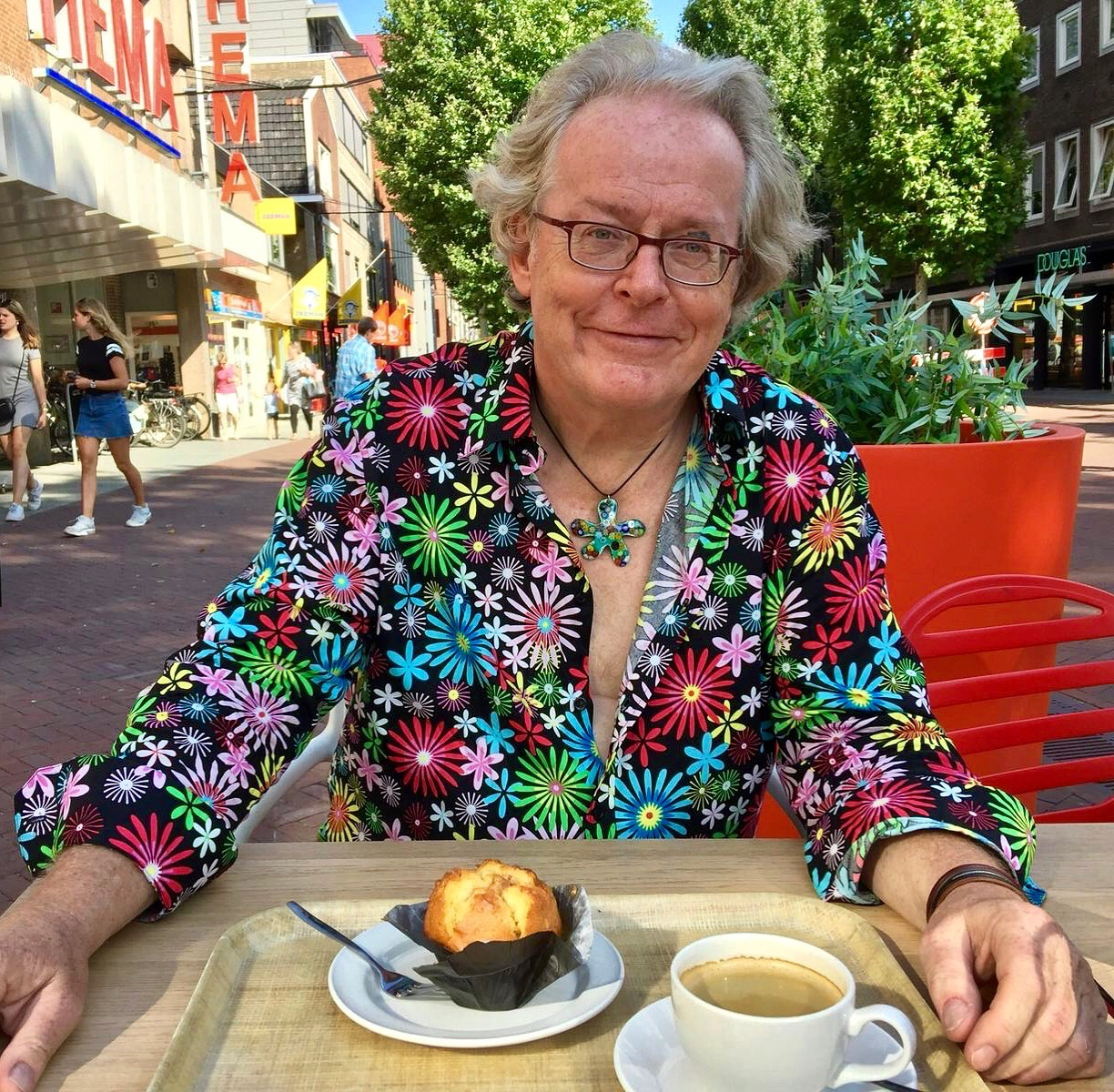
Ruprecht Frieling aka Prinz Rupi (2020)

Wilhelm Ruprecht Frieling (* 29. Mai 1952 in Bielefeld) ist ein deutscher Sachbuchautor, Verleger und Produzent. Bekannt wurde er mit dem Unternehmen Frieling-Verlag Berlin als Publikationsdienstleister für sich selbstpublizierende Autoren. Er lebt in Berlin-Südende und schreibt auch unter dem Pseudonym Prinz Rupi.

## Leben
Ruprecht Frieling wuchs in Oelde auf. Anfang 1969 zog er nach West-Berlin, wo er nach Ausbildungen zum Fotograf und Redakteur journalistisch tätig war. Er veröffentlichte in deutschen und US-amerikanischen Magazinen wie Börsenblatt des deutschen Buchhandels, Westermanns Monatshefte, Memo, Der Feinschmecker, The New Yorker u. a.
Am 1. Februar 1983 gründete er die Werbe- und Verlagsgesellschaft Frieling & Partner GmbH, die er bis zum 16. Dezember 2002 betrieb. Er entwickelte das Unternehmen unter dem Slogan „Verlag sucht Autoren“ zu einem der bekanntesten deutschen Selbstkostenverlage und veröffentlichte mehr als zehntausend Texte neuer Autoren in Sammelwerken und Jahrbüchern. Dreitausend weitere Werke erschienen in Einzelbüchern. Der Journalist Henryk M. Broder bewertete sein Programm im Spiegel als „das schrägste, originellste und individuellste Verlagsprogramm weit und breit“.
Seit 1. Januar 2006 betreibt Frieling das offene Online-Forum Literaturzeitschrift.de sowie den Internet-Buchverlag.
Frieling produziert u. a. den Schauspieler und Stimmenmorpher Stefan Kaminski. Für die Produktion des Ring des Nibelungen mit Kaminski ON AIR auf DVD erhielt er im Mai 2013 den Preis der deutschen Schallplattenkritik.
Frieling zählt zu den Mitbegründern des Selfpublisher-Verbandes e. V. und bekleidet seit Gründung das Amt des Stellvertretenden Vorsitzenden.
Frieling ist unter seinem Pseudonym Prinz Rupi auch Mitglied im Männerbund Schlaraffia.

## Werke
- Tausche Zement gegen Hemingway. Kurze Literaturgeschichte der DDR. München, 1982
- Rock-City Berlin. Das aktuelle Handbuch der Berliner Musikszene. Berlin, 1983
- Berlin für Behinderte. Stadtführer. Berlin, 1983
- VIF-Restaurantführer DDR. Hotels, Gaststätten, Bars, Cafés. Hamburg, 1983
- Die Freimaurer. Verfemt – bewundert. Bergisch Gladbach, 1984
- Berlin okkult. Der erste esoterische Stadtführer der Welt. Berlin, 1985
- Deutsche Dörfer neu entdeckt. Verborgene Romantik abseits der Straßen. Stuttgart, 1985
- Guter Rat von A bis Z. Das praktische Lexikon für alle Fälle. Stuttgart, 1987
- Autor sucht Verleger. Der direkte Weg zum eigenen Buch. Berlin, 1987
- Flüsse und Seen in Deutschland. Der große ADAC Reise- und Freizeitführer. München, 1988
- Wörterbuch der Verlagssprache. Der aktuelle Führer durch das Fachchinesisch der Verleger, Redakteure und Drucker. Berlin, 1989
- Wie schreibe ich meine Erinnerungen?. Memoiren schreiben – aber richtig! Berlin, 1991
- Wie biete ich ein Manuskript an?. Mehr Erfolg im Umgang mit Verlagen. Berlin, 1993
- Über die Kunst des Schreibens. Wie Autoren unbewusste Kräfte besser nutzen. Berlin, 1994
- Goldene Worte für jeden, der schreibt. Geflügelte Worte aus der Welt der Bücher. Berlin, 1994
- Ly-La-Lyrik, Anthologie, Edition 1999, Berlin, 558 S., ISBN 3-8280-0882-8
- Verlag sucht Autoren. Der Traum vom eigenen Buch wird wahr. Berlin, 1998
- Marsmenschen auf Malle. Reportagen und Geschichten aus Mallorca. Palma 2007, ISBN 978-3-941286-30-6
- Manische Wiegenlieder. Surreale und absurde Gedichte. Berlin 2007, ISBN 978-3-941286-20-7
- Angriff der Killerkekse. Reportagen und Geschichten. Berlin 2007, ISBN 978-3-941286-10-8
- Twitter kann viel Freude schenken / musst nur lust´ge Tweets versenden. Kleines Versbuch für Twitterer. Berlin 2009, ISBN 978-3941286-15-3
- Onkel Wumba aus Kalumba. Per Mausklick zum Millionär. Berlin 2009, ISBN 978-3-941286-40-5
- Der Bücherprinz. Wie ich Verleger wurde. Eine Lebensabschnittsgeschichte. Berlin 2009, ISBN 978-3-941286-50-4
- Der Hauptmann von Köpenick. Die wahre Geschichte des Wilhelm Voigt. Mit dem Originalurteil des Berliner Landgerichts. Berlin 2010, ISBN 978-3-941286-62-7
- Wie die Germanen den Tanga erfanden. Historische Reportagen. Berlin 2010, ISBN 978-3-941286-72-6
- Killer, Kunstfurzer, Kastraten. Reportagen über ungewöhnliche Schicksale. Berlin 2010, ISBN 978-3-941286-69-6
- Auf den Spuren der Mafia. Reisereportagen. Berlin 2010, ISBN 978-3-941286-71-9
- Wenn schwarze Schweine träumen. Ein Kinderbuch über die schwarzen Schweine von Mallorca. Berlin 2011, ISBN 978-3-941286-60-3
- Der Ring des Nibelungen (1): Das Rheingold. Opernkrimi mit Original-Libretto. Berlin 2011, ISBN 978-3-941286-67-2
- Der Ring des Nibelungen (2): Die Walküre. Opernkrimi mit Original-Libretto. Berlin 2012, ISBN 978-3-941286-78-8
- Der Ring des Nibelungen (3): Siegfried. Opernkrimi mit Original-Libretto. Berlin 2012, ISBN 978-3-941286-79-5
- Der Ring des Nibelungen (4): Götterdämmerung. Opernkrimi mit Original-Libretto. Berlin 2012, ISBN 978-3-941286-80-1
- Kindle für Autoren oder: Wie veröffentliche ich ein E-Book auf amazon.de?. Ein Do-it-yourself-Ratgeber für Autoren. Berlin 2011, ISBN 978-3-941286-70-2
- Autor sucht Verleger – Die digitale Alternative. Ein Ratgeber für Autoren. Berlin 2011, ISBN 978-3-941286-73-3
- Tausend Titten tanzen Tango. Texte aus den Tiefen des Internets. Berlin 2012, ISBN 978-3-941286-74-0
- Wie man erfolgreich E-Books verkauft. Exklusivinterviews mit Top-Autoren. Berlin 2012, ISBN 978-3-941286-75-7
- Wie Autoren ihre unbewussten Kräfte aktiv nutzen können. Ein Motivations-Ratgeber. Berlin 2013, ISBN 978-3-941286-77-1
- Der Ring des Nibelungen. Ein Opern(ver)führer. Berlin 2013, ISBN 978-3-941286-51-1
- Der Roboter Archimedes und die Rasselbande. Eine Geschichte für Kinder ab sechs Jahren. Berlin 2013, ISBN 978-3-941286-83-2
- Der Roboter Archimedes und der Kanonenkönig. Eine Geschichte für Kinder ab sechs Jahren. Berlin 2013, ISBN 978-3-941286-84-9
- Weltende. Die expressionistischen Gedichte des Jakob van Hoddis. Berlin 2013, ISBN 978-3-941286-00-9
- Hab Sonne im Herzen …. Die schönsten Gedichte von Cäsar Flaischlen mitsamt einer Lebensskizze. Berlin 2013, ISBN 978-3-941286-32-0
- Tausche Zement gegen Hemingway. Berichte zur Literaturgeschichte der DDR. Berlin 2014, ISBN 978-3-941286-12-2

Übertragung aus dem Französischen
- Jean Ferrard: Le plus impressionnant dans l'orgue est son silence…. Das Eindrucksvollste an der Orgel ist ihre Stille…Brüssel 1999